# Episodi di Autostop per il cielo (terza stagione)
La terza stagione della serie televisiva Autostop per il cielo è stata trasmessa in anteprima negli Stati Uniti d'America dalla NBC tra il 24 settembre 1986 e il 6 maggio 1987.
| nº | Titolo originale                           | Titolo italiano | Prima TV USA      | Prima TV Italia |
| -- | ------------------------------------------ | --------------- | ----------------- | --------------- |
| 1  | A Special Love (Part 1)                    |                 | 24 settembre 1986 |                 |
| 2  | A Special Love (Part 2)                    |                 | 1º ottobre 1986   |                 |
| 3  | For the Love of Larry                      |                 | 8 ottobre 1986    |                 |
| 4  | Another Kind of War, Another Kind of Peace |                 | 15 ottobre 1986   |                 |
| 5  | That's Our Dad                             |                 | 29 ottobre 1986   |                 |
| 6  | Love at Second Sight                       |                 | 5 novembre 1986   |                 |
| 7  | Love and Marriage (Part 1)                 |                 | 12 novembre 1986  |                 |
| 8  | Love and Marriage (Part 2)                 |                 | 12 novembre 1986  |                 |
| 9  | Code Name: FREAK                           |                 | 19 novembre 1986  |                 |
| 10 | Man to Man                                 |                 | 26 novembre 1986  |                 |
| 11 | Jonathan Smith Goes to Washington          |                 | 3 dicembre 1986   |                 |
| 12 | Oh Lucky Man                               |                 | 10 dicembre 1986  |                 |
| 13 | Basinger's New York                        |                 | 17 dicembre 1986  |                 |
| 14 | All That Glitters                          |                 | 7 gennaio 1987    |                 |
| 15 | Wally                                      |                 | 14 gennaio 1987   |                 |
| 16 | A Song of Songs                            |                 | 21 gennaio 1987   |                 |
| 17 | A Night to Remember                        |                 | 28 gennaio 1987   |                 |
| 18 | A Mother and a Daughter                    |                 | 4 febbraio 1987   |                 |
| 19 | Normal People                              |                 | 11 febbraio 1987  |                 |
| 20 | The Hero                                   |                 | 18 febbraio 1987  |                 |
| 21 | Parents' Day                               |                 | 25 febbraio 1987  |                 |
| 22 | A Father's Faith                           |                 | 4 marzo 1987      |                 |
| 23 | Heavy Date                                 |                 | 18 marzo 1987     |                 |
| 24 | Ghost Rider                                |                 | 1º aprile 1987    |                 |
| 25 | The Gift of Life                           |                 | 6 maggio 1987     |                 |

## A Special Love (parte 1)
- Titolo originale: A Special Love
- Diretto da: Michael Landon
- Scritto da: Dan Gordon

### Trama
Un giovane, abbandonato alla nascita per una disabilità, viene convinto a partecipare alle olimpiadi da Jonathan e Mark. Una volta che il ragazzo si unisce alle olimpiadi viene accoppiato con un allenatore che si scopre essere suo fratello maggiore. Nello stesso tempo Jonathan e Mark cercano di aiutare i loro amici, Scotty e Diane, che scoprono di non poter avere figli.
- Altri interpreti: Paul Walker, Margie Impert, James Troesh, James Sloyan

## A Special Love (parte 2)
- Titolo originale: A Special Love
- Diretto da: Michael Landon
- Scritto da: Dan Gordon

### Trama
Scotty e Diane vogliono adottare Todd, ma i genitori di Todd non sono d'accordo ed entrambe le parti sono pronte a combattere in tribunale, con Todd e suo fratello maggiore presi nel mezzo.
- Altri interpreti: Paul Walker, Margie Impert, James Troesh, James Sloyan

## For the Love of Larry
- Titolo originale: For the Love of Larry
- Diretto da: Michael Landon
- Scritto da: Michael Landon

### Trama
Un cane conduce Jonathan e Mark dai suoi proprietari che sono intrappolati in un'auto.
- Altri interpreti: Matt Norero, Don Keefer, Anne Bellamy, Laurie Burton.

## Another Kind of War, Another Kind of Peace
- Titolo originale: Another Kind of War, Another Kind of Peace
- Diretto da: Dan Gordon
- Scritto da: Dan Gordon e Sally Baker (soggetto); Dan Gordon (sceneggiatura)

### Trama
Jonathan informa un uomo che suo figlio, morto in Vietnam, ha avuto un figlio con una donna vietnamita. Ma l'uomo li accoglie con riluttanza e si rifiuta di legare con loro.
- Altri interpreti: Ernest Borgnine, Haunani Minn, Ernie Reyes Jr., Eugene Roche

## That's Our Dad
- Titolo originale: That's Our Dad
- Diretto da: Victor French
- Scritto da: Geoffrey Fischer

### Trama
Bill Cassidy è un papà modello, nello spettacolo di successo That's Our Dad. Ma fuori dal set è una storia un po' diversa. Il suo atteggiamento viene messo alla prova quando due orfani gli chiedono di essere adottati.
- Altri interpreti: Ned Beatty, Karmin Murcelo, Kelley Parker, R.J. Williams.

## Love at Second Sight
- Titolo originale: Love at Second Sight
- Diretto da: Michael Landon
- Scritto da: James Kearns

### Trama
Jonathan e Mark stanno andando al loro prossimo incarico e incontrano un altro angelo, Ted, che Jonathan conosce ed entrambi arrivano a destinazione. Quando Ted scopre che l'oggetto della sua missione è sua moglie Laura, e che si tratta di accoppiarla con un ragazzo di nome Roy, si rifiuta di farlo e sabota ogni possibilità che questo possa accadere.
- Altri interpreti: John McLiam, Martha Scott, Harvey Vernon.

## Love and Marriage (parte 1)
- Titolo originale: Love and Marriage
- Diretto da: Michael Landon
- Scritto da: Dan Gordon

### Trama
Mark è invitato a partecipare al matrimonio di un amico. Ma all'arrivo i genitori hanno un piccolo battibecco che finisce con la loro separazione e l'amico di Mark e sua moglie decidono che hanno bisogno di una pausa. La loro figlia decide che non vuole sposarsi per quello che è successo. Così Jonathan e Mark cercano di aiutarli.
- Altri interpreti: Bill Erwin, Anne Marie Howard, Margie Impert.

## Love and Marriage (parte 2)
- Titolo originale: Love and Marriage
- Diretto da: Michael Landon
- Scritto da: Dan Gordon

### Trama
Jonathan e Mark lavorano per tenere insieme le tre coppie.
- Altri interpreti: Bill Erwin, Anne Marie Howard, Margie Impert, Valorie Armstrong.

## Code Name: FREAK
- Titolo originale: Code Name: FREAK
- Diretto da: Michael Landon
- Scritto da: Vince R. Gutierrez

### Trama
Jonathan lavora come insegnante in un college e il fulcro del suo incarico è un giovane ragazzo genio. Il ragazzo si sente un emarginato. Il suo compagno di stanza è un ragazzo che ha una borsa di studio per lo sport. Quando il suo compagno di stanza ha problemi in classe, gli viene chiesto di aiutarlo a procurargli una copia di un test. Ma quando si scopre cosa è successo le cose sfuggono di mano.
- Altri interpreti: Jeff Bryan Davis, Jack Ging, Gary Hershberger.

## Man to Man
- Titolo originale: Man to Man
- Diretto da: Michael Landon
- Scritto da: Robert Schaefer

### Trama
Jonathan e Mark cercano di convincere padre e figlio a conoscersi di nuovo, prima che Gary perda suo padre a causa della leucemia. Jonathan cerca di fare in modo che vivano la vita al massimo e non lavorino così duramente.
- Altri interpreti: Joe Dorsey, Lee Montgomery, Jim Kelly

## Jonathan Smith Goes to Washington
- Titolo originale: Jonathan Smith Goes to Washington
- Diretto da: Michael Landon
- Scritto da: Dan Gordon

### Trama
Jonathan convince un influente senatore degli Stati Uniti a ripristinare severi tagli al budget del Congresso che si occupano di assistenza sanitaria. Ma quando il senatore subisce un fatale infarto l'incarico sembra destinato a fallire.
- Altri interpreti: Eddie Albert, Tom Dahlgren, Joseph Hacker, Harley Jane Kozak

## Oh Lucky Man
- Titolo originale: Oh Lucky Man
- Diretto da: Dan Gordon
- Scritto da: David Thoreau

### Trama
Dopo che Mark ha vinto molti soldi mette fuori gioco Jonathan e Brady, poi si innamora di Nina che è al verde ma non lo sa.
- Altri interpreti: Ian Michael Giatti, Thalmus Rasulala, Shannon Tweed, Roy Thinnes.

## Basinger's New York
- Titolo originale: Basinger's New York
- Diretto da: Michael Landon
- Scritto da: Lan O'Kun

### Trama
È Natale e il compito di Jonathan e Mark è provare a mostrare ad un editorialista, di nome Basinger, che è diventato cinico e che c'è ancora del buono là fuori. Vengono a sapere di una giovane coppia, di nome Joseph e Mary, che aspettano il loro primo figlio ma non riescono a trovare un posto dove stare. Li portano in ospedale e lungo la strada prendono un'altra coppia che sta per avere il loro bambino.
- Altri interpreti: Richard Mulligan, Nicholas Cascone, Tara Zucker, Dennis Howard.

## All That Glitters
- Titolo originale: All That Glitters
- Diretto da: Michael Landon
- Scritto da: Dan Gordon

### Trama
Quando un grande incendio minaccia un quartiere Jonathan e Mark riaprono una chiesa abbandonata come rifugio. Ma una delle persone che si rifugiano lì è un imbroglione travestito da prete che ha trovato una valigetta contenente del denaro e che ha bisogno di un posto dove nascondersi.
- Altri interpreti: Anthony Charnota, Didi Conn, J.E. Freeman, John Pleshette

## Wally
- Titolo originale: Wally
- Diretto da: Michael Landon
- Scritto da: Michael Landon

### Trama
L'incarico di Jonathan e Mark è Wally, un adorabile anziano vagabondo e burattinaio di strada la cui premura e bontà lo hanno reso, a sua insaputa, un angelo. Ma potrebbe non essere in grado di aiutare un ragazzino gravemente malato, a meno che non faccia appello a un'autorità superiore.
- Altri interpreti: Dick Van Dyke, Carol Potter, Blake Soper.

## A Song of Songs
- Titolo originale: A Song of Songs
- Diretto da: Michael Landon
- Scritto da: Dan Gordon

### Trama
Gabe, musicista jazz, si riunisce alla sua vecchia fiamma e scopre che, dopo tutti questi anni, la donna che amava è cambiata.
- Altri interpreti: Akosua Busia, Rosalind Cash, James Earl Jones

## A Night to Remember
- Titolo originale: A Night to Remember
- Diretto da: Michael Landon
- Scritto da: David Thoreau

### Trama
Mark e Jonathan aiutano Danny e Kate a superare i loro problemi di altezza mentre si preparano per il ballo.
- Altri interpreti: Mitchell Anderson, Susan Savage, Joel Hoffman.

## A Mother and a Daughter
- Titolo originale: A Mother and a Daughter
- Diretto da: Michael Landon
- Scritto da: Elaine Newman e Ed Burnham

### Trama
Una star del cinema è molto amata ma la figlia separata sta scrivendo una denuncia su sua madre e Jonathan deve aiutare la figlia a ricordare la verità sul passato. Un compito che Mark spera che Jonathan fallisca, poiché il successo significa che Jonathan tornerà in paradiso per sempre.
- Altri interpreti: Patrie Allen, Judith Chapman, Gloria DeHaven

## Normal People
- Titolo originale: Normal People
- Diretto da: Michael Landon
- Scritto da: Paul W. Cooper

### Trama
Il prossimo incarico di Jonathan e Mark li porta in un centro di accoglienza per persone che sono state confinate in strutture psichiatriche e sono state scarcerate perché ritenute non più un pericolo per la società. Gli altri membri del quartiere, dove si trovano, non li vogliono. Ma quando ognuno di loro li incontra iniziano a rendersi conto che anche loro sono persone.
- Altri interpreti: Jeb Stuart Adams, K Callan, Paul Carr, William Frankfather.

## The Hero
- Titolo originale: The Hero
- Diretto da: Michael Landon
- Scritto da: Michael Landon

### Trama
Un veterano si sente come se la società lo deludesse perché ha bisogno di un intervento dentistico che non può permettersi.
- Altri interpreti: Anne E. Curry, James Stacy, Whitney Rydbeck.

## Parents' Day
- Titolo originale: Parents' Day
- Diretto da: Michael Landon
- Scritto da: David Thoreau

### Trama
Jonathan e Mark vengono coinvolti quando il figlio di un famoso conduttore di notizie, e principale sostenitore dell'antidroga, scopre che suo padre è un consumatore segreto di cocaina.
- Altri interpreti: Bill Calvert, Robert Culp, Karen Landry, Lance Wilson-White.

## A Father's Faith
- Titolo originale: A Father's Faith
- Diretto da: Michael Landon
- Scritto da: Ginny Weissman

### Trama
Jonathan e Mark decidono di prendersi una pausa e fanno visita agli amici di Mark. Quando arrivano scoprono che il figlio di uno di questi amici ha avuto un incidente qualche anno prima e il padre passa tutto il tempo con lui ma ignorando sua moglie. La tensione tra loro crea problemi alla figlia che non è andata a trovare il fratello perché era con lui quando ha avuto l'incidente.
- Altri interpreti: Anne Jackson, Eli Wallach, Katherine Wallach, Brian Byers.

## Heavy Date
- Titolo originale: Heavy Date
- Diretto da: Michael Landon
- Scritto da: Michael Landon

### Trama
Una giovane donna incinta trova il vero amore e un nuovo inizio.
- Altri interpreti: Hal England, Lorie Griffin, David Haskell.

## Ghost Rider
- Titolo originale: Ghost Rider
- Diretto da: Michael Landon
- Scritto da: Dan Gordon

### Trama
Una scrittrice solitaria è innamorata di un leggendario eroe di spionaggio morto da 20 anni. Acquista la sua auto sportiva per poi scoprire che il suo fantasma viene con l'auto. È felicissima, finché non scopre che la sua personalità è meno affascinante di quello che immaginava.
- Altri interpreti: Stanley Brock, Victoria Carroll, Didi Conn, Brett Hadley.

## The Gift of Life
- Titolo originale: The Gift of Life
- Diretto da: Michael Landon
- Scritto da: Dan Gordon

### Trama
L'incarico di Jonathan e Mark è cercare di convincere l'uomo d'affari dal cuore freddo, R.R. Benson, a cambiare i suoi modi. Durante la notte un ladro spara a Benson. Più tardi Jonathan e Mark trovano Benson ma ora è uno spirito. Jonathan lo porta in un tour della sua vita e gli mostra ciò che ha fatto. Dopo aver visto questo, Jonathan gli dice che gli è stata data l'opportunità di rivivere l'ultima settimana della sua vita e stavolta cerca di fare la cosa giusta.
- Altri interpreti: Donna Mitchell, Leslie Nielsen, F. William Parker.